# Theo Witvliet
Theo Witvliet (* 1939) ist ein niederländischer Theologe, Journalist und Autor.

## Werdegang
Witvliet studierte evangelische Theologie an den Universitäten von Amsterdam und Straßburg. Anschließend promovierte er zum Doktor der Theologie. Nachdem er einige Jahre lang als Rundfunkjournalist beim ökumenischen Sender IKON tätig gewesen war, wurde er 1977 Dozent, später Professor für Ökumenische Theologie an der Universität von Amsterdam. Mittlerweile ist er emeritiert.
In seinen Lehrveranstaltungen und akademischen Veröffentlichungen spezialisierte Witvliet sich auf Themen wie die Schwarze Theologie in den USA und die Befreiungstheologien der Dritten Welt. Sein Denken ist – darin der Amsterdamer Schule der Theologie nahestehend – beeinflusst von Karl Barth und dem strukturalen Marxismus Louis Althussers.

## Schriften (Auswahl)
- Het onmogelijke verenigen? Werkboek rond Puebla, de derde algemene vergadering van het latĳns-amerikaanse episcopaat. Amersfoort 1979 (Arbeitsbuch zur 3. Generalkonferenz der CELAM in Puebla 1979).
- Een plaats onder de zon. Bevrijdingstheologie in de derde wereld. Ten Have 1984.
  - Befreiungstheologie in der Dritten Welt. Eine Einführung. Aus dem Niederländischen von Hans-Jürgen Brandt. E.B.-Verlag Rissen, Hamburg 1986, ISBN 3-923002-23-8.
- De weg van de zwarte Messias. De hermeneutische uitdaging van zwarte theologie als een theologie van bevrijding. Ten Have 1984.